# Campbell County, Tennessee
Campbell County är ett administrativt område i delstaten Tennessee, USA, med 40 716 invånare. Den administrativa huvudorten (county seat) är Jacksboro. 

## Geografi
Enligt United States Census Bureau har countyt en total area på 1 290 km². 1 243 km² av den arean är land och 47 km² är vatten. 

### Angränsande countyn
- Whitley County, Kentucky - nord
- Claiborne County - öst
- Union County - sydost
- Anderson County - syd
- Scott County - väst
- McCreary County, Kentucky - nordväst